# Headbengs
A Headbengs 2005-ben alakult, trió felállású rockzenekar.

## Történet
A Headbengs trió felállású budapesti zenekar, melyet Barabás Gergő (gitár, ének), Szula Bálint (basszusgitár, vokál) és Paczolay András (dob, vokál) alkot. A zenészek 2005-ben adták az első koncertjüket.
A kezdetektől saját, magyar nyelvű dalokat írnak, melyek zenei világát főként az '50-es, '60-as, '70-es évek zenéi, nagy rock 'n' roll, blues és rock előadói inspirálják, néhány mai, fiatalabb zenész munkássága mellett. Dalszövegeik leginkább mindennapjaik, fantáziálásaik, saját környezetük ihleti. Színpadi előadásmódjuk intenzív.
2010-ben vették fel első lemezüket, a tíz dalos Kisördögöt, de első hivatalos kiadványukig 2014-ig kellett várni, ekkor jelent meg az Akarom, hogy érezd középlemez.
2015-ben szerepeltek a Nagy-Szín-Pad „tehetségmutató” versenyen, majd szeptemberben kiadták Bele az éjszakába EP-jüket. Az ezen található Mindig az a nő című dalhoz klip is készült.

## Diszkográfia

### Nagylemezek
| Év   | Cím      | Kiadó          |
| ---- | -------- | -------------- |
| 2010 | Kisördög | Szerzői kiadás |

### EP
| Év   | Cím                | Kiadó       |
| ---- | ------------------ | ----------- |
| 2014 | Akarom, hogy érezd | Gold Record |
| 2015 | Bele az éjszakába  | Gold Record |
| 2017 | Lent a csúcson     | Gold Record |